# Wootton Courtenay
Wootton Courtenay – wieś w Anglii, w hrabstwie Somerset, w dystrykcie (unitary authority) Somerset. Leży 72 km na południowy zachód od miasta Bristol i 239 km na zachód od Londynu. W 2001 miejscowość liczyła 305 mieszkańców.